# Goturcos
Os goturcos, gokturcos, göktürks, köktürks ou kök türks, foram uma confederação de nómadas da Ásia Central que, sob a liderança do grão-cã Bumim formaram o chamado Canato Túrquico ou Canato Goturco, o qual sucedeu ao Canato Rourano como principal potência na região e ganhou o controlo do lucrativo comércio da Rota da Seda a partir de 552.
O nome dado à confederação tem ainda mais variantes. Em turco antigo eram chamados  (türük),   (kök türük) ou  (türük, turcos celestiais ou turcos azuis). Nas fontes chinesas aparecem como 突厥, que tem várias transliterações: tujué (Pinyin), t'u-chüeh (Wade-Giles) ou dʰuət-kĭwɐt (chinês medieval).
Os goturcos tornaram-se os líderes dos diversos povos das estepes da Ásia Central depois de se rebelarem contra o Canato Rourano. Sob o seu governo, o Canato Túrquico expandiu-se rapidamente, estendendo o seu domínio sobre um imenso território, unindo as tribos nómadas turcomanas num império que durou de 552 até 745 e que colapsou devido a uma série de conflitos dinásticos.[carece de fontes?]

## Etimologia
De acordo com as fontes chinesas, o significado do termo que os chineses usavam para designar os turcos (tujué) era "capacete de combate" (兜鍪; Pinyin: doumóu, Wade-Giles: tou-mou), supostamente por causa da forma das montanhas Jinshan (金山, jinshan, Montanhas Altai) onde eles viviam ser semelhante à dos capacetes de combate e por isso eles se chamarem a si próprios 突厥 (tujué ou t'u-chüeh).
Em mongol, duulg (дуулга), também pronunciado durk em alguns dialetos, significa igualmente capacete de combate. O plural em mongol seria duulgud, que muitos entendem como sendo o mesmo que turkut, o nome que os goturcos davam a si próprios, que significa "turcos". Pelo mesmo motivo, há teorias que defendem que a palavra turk ou dulg (tolga; [capacete] em turco) era o termo usado para designar capacete de combate, o qual foi aplicado ao clã Achina, vassalo do Canato Rourano mongol.
A afirmação comum de que goturcos significa "turcos celestiais" é consistente com o "culto do governo ordenado divinamente (celestialmente)", o qual era um elemento crucial da cultura política altaica antes de ter sido importado para a China.{{sfn|Wink|p=64} De igual modo, o nome do clã de Achina possivelmente deriva do termo usado pelos sacas de Hotan para "azul intenso" (āššɪna). O nome pode também ter derivado duma tribo tungúsica aparentada com os Aisin Gioro.

## Origens
Os governantes goturcos descendiam do clã de Achina, uma tribo de origens obscuras que vivia no canto norte da Ásia Interior.
De acordo com o Livro de Zhou e a História das Dinastias do Norte, os Achina eram um ramo dos Xiongnu, enquanto segundo o Livro de Sui e o Tongdian eram "uma mistura de Hu" (雜胡 / 杂胡; Pinyin: zá hú; Wade-Giles: tsa hu) de Pingliang. O Livro de Sui relata que quando o imperador Taiwu de Wei do Norte destronou Juqu Mujian de Liang do Norte em 18 de outubro de 439, 500 famílias fugiram para o Canato Rourano. No seio do heterogéneo Canato Rourano, os goturcos viveram a norte das Montanhas Altai durante várias gerações, onde se dedicavam à metalurgia. Segundo Denis Sinor, a sua ascensão ao poder representou mais uma "revolução interna" na confederação do que uma conquista exterior. Segundo Charles Holcombe, as primeiras populações tujue eram muito heterogéneas e muitos dos nomes do governantes turcos nem sequer eram túrquicos.

## Primeiro canato
A subida ao poder dos goturcos começou em 546, quando Bumim lançou o que atualmente se chamaria um ataque preventivo contra as tribos uigures e tiele, que planeavam uma revolta contra os seus senhores supremos, os rouranos. Bumim esperava ser recompensado por esse ataque com o casamento com uma princesa rourana. No entanto, o grão-cã Anagui enviou um emissário a repreendê-lo dizendo — «Tu és o meu escravo ferreiro. Como te atreves a pronunciar essas palavras?». Como o comentário de Anagui sobre o "escravo ferreiro" (鍛奴/锻奴; Pinyin: duànnú, Wade-Giles: tuan-nu) foi registado nas crónicas chinesas, alguns autores defendem que os goturcos eram de facto servos dos rouranos especializados em trabalhos metalúrgicos. e que o termo "escravos ferreiro" possa referir-se a uma espécie de sistema de vassalagem existente na sociedade rourana. De acordo com Denis Sinor, essa referência indica que os goturcos eram especialistas em metalurgia, embora não seja claro se eram ferreiros ou mineiros.
Frustradas as suas expetativas, Bumim aliou-se com Wei do Norte contra o Canato Rourano. Entre 11 de fevereiro e 10 de março de 552, Bumim derrotou o cã rourano Iujiulu Anagui a norte de Huaihuang (atualmente Zhangjiakou, na província de Hebei, uma das seis cidades da fronteira).
Tendo tido sucesso na guerra e na diplomacia, Bumim proclamou-se a si próprio Iligue (illig, título que se traduziria como grão-cã, rei de reis) do novo Canato em Ötüken, mas morreu um ano depois. O seu filho Mugan derrotou os heftalitas (厭噠; chamados "hunos brancos" pelos bizantinos), os quitais (契丹) e os quirguizes (契骨). O irmão de Bumim, Sizábulo, morto em 576, foi intitulado "yabgu do ocidente" e aliou-se aos persas sassânidas para derrotarem os heftalitas aliados dos rouranos. Esta guerra reforçou o controlo dos Achina sobre a Rota da Seda e forçou a fuga dos ávaros eurasiáticos para a Europa.[carece de fontes?]
A política de expansão para ocidente de Sizábulo levou os goturcos até à Europa de leste.[carece de fontes?] Em 576 os goturcos atravessaram o Bósforo Cimério e penetraram na Crimeia. Cinco anos depois cercaram Quersoneso Táurica. A cavalaria goturca errou pela Crimeia até 590. As fronteiras a sul foram traçadas a sul do Rio Amu Dária, o que provocou um conflito com os antigos aliados sassânidas. Grande parte da Báctria, incluindo Bactro, permaneceu na dependência dos Achina até ao fim do século VI.

## Guerra civil (c. 584-603)
O primeiro Canato Goturco dividiu-se em dois após a morte do quarto cã (ou grão-cã), Taspar Cã, cerca de 584. O testamento de Taspar determinava que o título de cã fosse dado a ao filho de Mugan, Aina Daluobiã (Apa grão-cã), mas o alto conselho nomeou Isbara Cã. Formaram-se fações em volta dos dois líderes que disputavam o título. O conflito entre as duas facções foi instigado com sucesso pelas dinastias chinesas Sui e Tang.[carece de fontes?]
O beligerante mais aguerrido foi o do yabgu do ocidente Tardu, filho de Sizábulo, um homem violento e ambicioso que entretanto já se tinha declarado independente após a morte do seu pai. Auto-intitulando-se cã, Tardu liderou um exército e marchou para leste para reclamar a capital imperial, Ötüken.[carece de fontes?]
Para fortificar a sua posição, Ishbara, do canato oriental, pediu proteção ao imperador chinês Yangdi. Tardu atacou Changan, a capital Sui, a atual Xian, cerca do ano 600, exigindo a Yangdi que deixasse de interferir na guerra civil. Em retaliação, a diplomacia chinesa incitou uma revolta dos tiele, vassalos de Tardu, a qual conduziu ao fim do reino de Tardu em 603. Entre as tribos dissidentes encontravam-se os uigures e os Syr-Tardush (ou Xueyantuo ou Se-Yanto).[carece de fontes?]

## Primeiro Canato Túrquico Oriental (603-630)
A guerra civil deixou o império dividido nas partes ocidental e oriental. Esta última continuou a ser governada a partir de Ötüken, na órbita do Império Sui, e manteve o nome Goturco. Os cãs Xibi (609-619) e Iligue (620-630) atacaram a China no período em que esta esteve mais enfraquecida, durante a transição entre as disnastias Sui e Tang. A 11 de setembro de 615, o exército de Chibi cercou o imperador Sui Yangdi em Yanmen, no que é atualmente o Xian de Dai, província de Shanxi.
Em 626, Iligue Cã aproveita o Incidente na Porta Xuanwu e marchou sobre Changan. A 23 de setembro desse ano, Iligue e os seus cavaleiros com armaduras chegam às margens do Rio Wei, a norte da ponte de Bian, onde se situa atualmente Xianyang. Dois dias depois, Li Shimin (o imperador Taizong da dinastia Tang) forma uma aliança com Illih, matando um cavalo branco na ponte Bian. Os Tang pagaram compensações e prometeram mais tributos em troca da retirada da cavalaria de Iligue Cã. O acordo ficou conhecido como "Aliança do Rio Wei" (渭水之盟) ou Aliança de Bian Qiao (便橋會盟 / 便桥会盟). Ao todo foram registadas 67 incursões de goturcos em territórios chineses.
Antes de meados de outubro de 627, grandes nevões na estepe mongol cobriram os terrenos de neve com mais de um metro de altura, impossibilitando que o gado dos nómadas se alimentasse e causando grande mortandade entre os animais. De acordo com o Novo Livro dos Tang, em 628 Taizong contou que «Houve gelo em pleno verão. O sol nasceu no mesmo sítio durante cinco dias. O campo ficou cheio de atmosfera vermelha (tempestade de poeira).»
Iligue Cã foi derrubado do poder por uma revolta das tribos Tiele suas vassalas (626-630), as quais se aliaram ao imperador Taizong. Esta aliança tribal aparece nos anais chineses como sendo os Huihe (uigures).[carece de fontes?]
A 27 março de 630, um exército Tang comandado pelo general Li Jing derrota as tropas do Canato Túrquico Oriental comandadas por Iligue Cã na batalha de Yinshan (陰山之戰 / 阴山之战), travada nos Montes Yin, no limite sul do deserto de Gobi. Iligue Cã fugiu para junto de Ishbara Shad, mas a 2 de maio de 630 o exército de Zhang Baohiang marchou sobre o quartel-general de Ishbara Shad. Iligue foi feito prisioneiro e enviado para Changan. O Canato Túrquico Oriental colapsou e foi incorporado do sistema Jimi do império Tang. O imperador Taizong disse a propósito que «É suficiente para mim compensar a minha desonra no Rio Wei.»

## Canato Túrquico Ocidental
O cã ocidental Shekuei e Tong Yabghu formaram uma aliança com o Império Bizantino contra os persas sassânidas e conseguiram repor as fronteiras do sul, ao longo dos rios Tarim e Oxo (Amu Dária). A sua capital era Suyab, no vale do rio Chu, a cerca de 6 km a sudeste da moderna Tokmok. Em 627, Tong Yabghu, apoiado pelos cazares e pelo imperador bizantino Heráclio, lançou uma invasão massiva à Transcaucásia, que culminou na conquista de Derbente e Tiblíssi, um conflito que ficou conhecido como a "terceira guerra perso-túrquica".
Em abril de 630, Böri Shad, um alto comandante (şad) de Tung, enviou a cavalaria goturca para invadir a Arménia bizantina, onde o seu general Chorpam Tarcã infligiu uma pesada derrota às forças persas, que se retiraram atabalhoadamente. O assassinato de Tong Yabghu em 630 forçou os goturcos a retirar da Transcaucásia.[carece de fontes?]
Isbara Cã (Asina Helu), que reinou de 634 a 639, levou a cabo uma reforma administrativa que modernizou o Canato Túrquico Ocidental, que passou a ser conhecido como Onoq. O nome refere-se às dez "flechas" que foram concedidas aos cinco chefes (shads) das duas confederações tribais que constituíam os territórios do canato, dos clãs Dulo e Nuchibi, cujas terras eram divididas pelo rio Chu. O termo "flecha" era o nome de uma divisão das tribos túrquicas.
A divisão estimulou as tendências separatistas e não tardou que as tribos búlgaras sob o comando do chefe tribal Cubrato se separassem do canato. Em 657, a parte oriental do canato foi invadida pelo general Tang Su Ding Fang. Na mesma altura em que se formou na parte central o canato independente da Cazária, liderado por um ramo da dinastia Achina. O imperador Tangue Taizongue foi proclamado grão-cã (cã) dos goturcos.[carece de fontes?]
Em 659 o imperador da China podia afirmar que governava toda a Rota da Seda até Po-sse (em chinês: 波斯; pinyin: bōsī, Pérsia). Os goturcos ostentavam então títulos chineses e lutavam ao seu lado nas guerras destes. O período entre 659 e 681 foi caracterizado por numerosos governantes independentes, fracos, divididos, e constantemente envolvidos em pequenas guerras. No leste, os uigures derrotaram os seus antigos aliados Syr-Tardush, enquanto no ocidente, os turgesh emergiram como sucessores dos onoq.[carece de fontes?]

## Os turcos orientais sob o sistema Jimi
Em 19 de maio de 639, Achina Jiesesuai e os homens da sua tribo atacaram Taizong no Palácio Jiucheng (九成宮, nas proximidades da atual cidade de Baoji, província de Shaanxi). No entanto, o ataque não foi bem sucedido e fugiram para norte, tendo sido capturados e mortos pelos perseguidores perto do Rio Wei. Achina Hexiangu foi exilou-se em Lingbiao. Depois do ataque fracassado de Achina Jiesesuai, a 13 agosto de 639, Taizong nomeou Achina Simo como Yiminishuqilibi Cã e ordenou ao povo túrquico que seguissem Achina Simo para norte do Rio Amarelo para se fixarem entre a Grande Muralha e o deserto de Gobi.
Em 679, Achide Uenfu e Achide Fengzi, líderes túrquicos no protetorado de Shanyu (單于大都護府), declararam Achina Nichufu como cã e revoltaram-se contra a dinastia Tang. Em 680, Pei Xingjian derrotou Achina Nichufu e o seu exército, tendo Achina Nichufu sido morto pelos seus homens. Achide Uenfu fez de Achina Funian o novo cã e revoltou-se novamente contra os Tang. Ambos acabaram por se render a Pei Xingjian. A 5 de dezembro de 681, 54 goturcos, entre os quais Achide Uenfu e Achina Funian, foram executados em público no mercado oriental de Changan. Em 682, Achina Cutlugue e Achine Iuanzen (Toniucuque) revoltaram-se e ocuparam o Castelo Heicha (situado a noroeste da atual Hohhot, na Mongólia Interior) com o que restava dos homens de Achina Funian.

## Segundo Canato Túrquico Oriental (682-744)
Apesar dos reveses, Achina Cutlugue (Ilteris Cã) e o seu irmão Capagã lograram restabelecer o canato. Em 681, eles revoltaram-e contra o domínio do Império Tang e ao longo das décadas seguintes tomaram o controlo firme das estepes exteriores à Grande Muralha da China. Em 705, tinham-se expandido a sul até Samarcanda e ameaçaram o domínio árabe sobre a Transoxiana. Os goturcos enfrentaram os Califado Omíada numa série de batalhas em 712 e 713, mas os últimos acabaram vencedores.[carece de fontes?]
De acordo com a tradição Achina,[carece de fontes?] o poder do Segundo Canato Oriental estava centrado em Ötüken, nas áreas mais a montante do vale de Orcom. Este estado foi descrito pelos historiadores como uma iniciativa conjunta do clã de Achina e dos soguedianos, em que também estiveram envolvidos muitos burocratas chineses.
O filho de Ilteris, Bilgue, foi igualmente um líder forte, cujos feitos foram registados nas inscrições de Orcom. Depois da sua morte em 734, o Segundo Canato Túrquico Oriental entrou em declínio. Os goturcos acabaram por ser vítimas de uma série de crises e de novas campanhas militares chinesas.[carece de fontes?]
Quando o líder uigure Cul Bilgue se aliou com os carlucos e com os basmil, o poder dos goturcos já estava em grande declínio. Em 744, Cutlugue cercou Ötüken e decapitou o último cã goturco, Ozmis Cã, cuja cabeça foi enviada para a corte chinesa dos Tang. No espaço de poucos anos, os uigures ganharam a supremacia na Ásia Interior e estabeleceram o Grão-Canato Uigur.

## Cultura e religião
Os grão-cãs goturcos temporários do clã de Achina estavam subordinados a uma autoridade soberana que estava nas mãos de um conselho de chefes tribais.[carece de fontes?]
Peter Benjamin Golden aponta para a possibilidade dos líderes do Império Goturco, os Achina, serem originalmente um clã indo-europeu, possivelmente iranianos, que posteriormente adotaram o túrquico, mas herdaram os seus títulos originais indo-europeus. O turcologista Wolfgang-Ekkehard Scharlipp escreveu que uma quantidade notável de títulos túrquicos primitivos têm origem no iraniano.
Os goturcos foram o primeiro povo túrquico conhecido a escrever a sua própria língua usando uma escrita rúnica (ver Alfabeto de Orcom). As histórias das vidas de Cul Tiguim e Cul Bilgue Cã e do chanceler Toniucuque foram registados nas inscrições de Orcom.
Religião
O canato recebeu missionários budistas, cujos ensinamentos foram incorporados no tengriismo. Mais tarde, a maior parte dos turcos que se estabeleceram na Ásia Central, Médio Oriente e África adotaram a fé islâmica.[carece de fontes?]